# Hagafors Stolfabrik
Hagafors Stolfabrik AB var en svensk industri belägen i Hagafors, Hok, i nuvarande Vaggeryds kommun i Småland. Firman grundades 1863 och bolagiserades 1918.
Hagafors Stolfabrik tillverkade huvudsakligen pinnstolar och fick omfattande beställningar från statliga förvaltningar. Man exporterade också i större omfattning från sekelskiftet, särskilt till Storbritannien och dess kolonier. Företaget köptes upp av konkurrenten AB Nässjö Stolfabrik, som lade ner verksamheten 1967.